# Psacalium pringlei
Psacalium pringlei là một loài thực vật có hoa trong họ Cúc. Loài này được (S.Watson) H.Rob. & Brettell miêu tả khoa học đầu tiên năm 1973.